# Philharmonisches Staatsorchester Hamburg

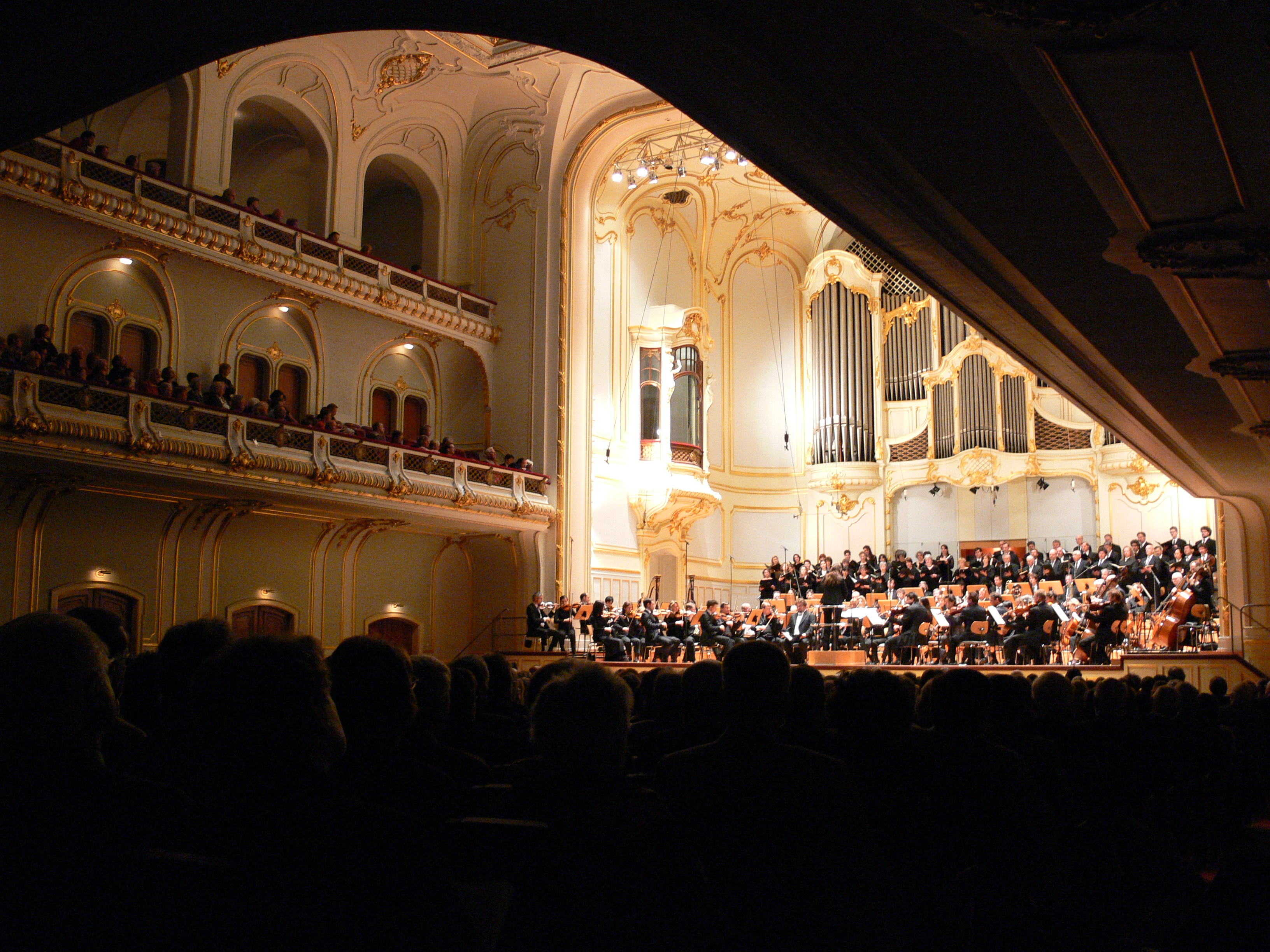
Le Philharmonisches Staatsorchester Hamburg dans la Grande Salle de la

Le Philharmonisches Staatsorchester Hamburg, ou Orchestre philharmonique de Hambourg, est l'orchestre symphonique de la ville hanséatique de Hambourg et se produit à la Salle Laeisz (de), ainsi que lors des spectacles d'opéra et de ballet à l'Opéra d'État de Hambourg. À partir de 2015, le chef d'orchestre et directeur musical général de l'orchestre est l'Américain Kent Nagano.

## Historique

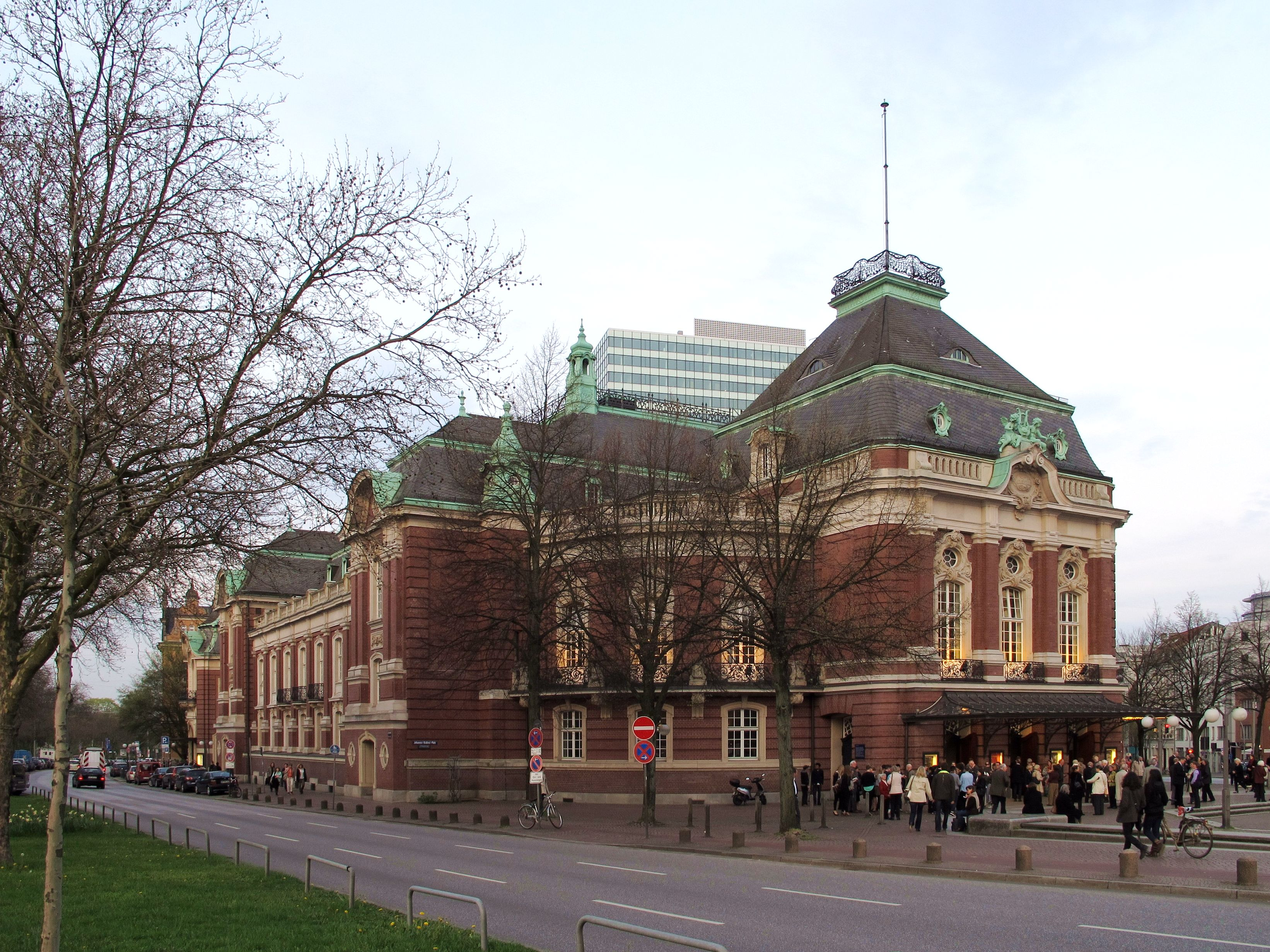
La

La date de fondation du Philharmonique est le 9 novembre 1828 (fondation de la Philharmonischen Gesellschaft, « Association pour l'organisation de concerts en hiver »). En 1896 a été créée la « Vereins Hamburgischer Musikfreunde » dans le but d'obtenir des subventions du gouvernement pour un Orchestre symphonique permanent à Hambourg. Dans les premières années de son existence, la « Philharmonische Gesellschaft » a utilisé , la Apollo-Saal (près de l'Opéra d'État actuel). Josef Sittard a rapporté dans son « Histoire de la musique et des concerts à Hambourg - du XIVe siècle à nos jours » (1890), que Clara Schumann s'est produite dix-neuf fois dans la période de 1835 jusqu'en 1881. En 1908, l'orchestre a joué un concert de gala pour l'inauguration de la salle de musique, Salle Laeisz (de) toujours utilisée aujourd'hui. En 1934, l'orchestre après le départ à la retraite du chef d'orchestre Karl Muck, a fusionné avec l'Orchestre de l'Opéra de Hambourg pour former le Philharmonisches Staatsorchester. La direction a été reprise par Eugen Jochum (jusqu'en 1949).
En 2023, Omer Meir Wellber est nommé directeur musical général et chef d'orchestre de l'Opéra de Hambourg et du Philharmonique de Hambourg pour succéder à Kent Nagano à partir de la saison 2025-2026,.

## Direction musicale
- Max Fiedler (1904–1922)
- Karl Muck (1922–1934)
- Eugen Jochum (1934–1949)
- Joseph Keilberth (1951–1961)
- Wolfgang Sawallisch (1961–1973) – chef honoraire à partir de 2004[3],[4] et à compter du dernier concert du 28 mai 1973 membre honoraire de l'orchestre[5].
- Horst Stein (1973–1976)
- Christoph von Dohnanyi (1977–1984)
- Hans Zender (1984–1988)
- Gerd Albrecht (1988–1997)
- Ingo Metzmacher (1997–2005)
- Simone Young (2005–2015)
- Kent Nagano (2015-2025)
- Omer Meir Wellber (2025-)

## Concerts remarquables
- 1889 : Première en Allemagne de la Symphonie no 5 de Tchaïkovski, sous la direction du compositeur. Tchaïkovski a dédicacé cette symphonie à Theodor Avé-Lallemant, membre actif de la Philharmonischen Gesellschaft.
- 1905: Gustav Mahler dirige la première à Hambourg de sa Symphonie no 5.
- Premières apparitions en Allemagne du pianiste Walter Gieseking et de Yehudi Menuhin (âgé de douze ans).
- 1922: Sergueï Prokofiev et Igor Stravinsky dirigent l'Orchestre philharmonique.
- le 20 juin 1969 au Staatsoper de Hambourg, création de l'opéra Les Diables de Loudun de Krzysztof Penderecki.
- Avril 1973: Carlos Kleiber dirige l'Orchestre Philharmonique dans le Concerto pour piano no 5 de Beethoven avec Arturo Benedetti Michelangeli comme soliste.